# مگین پرایس
مِگین پرایس (انگلیسی: Megyn Price) ( زادهٔ ۲۴ مارس ۱۹۷۱) یک هنرپیشه اهل ایالات متحده آمریکا است. وی از سال ۱۹۹۳ میلادی تاکنون مشغول فعالیت بوده‌است.

## گزیدهٔ آثار

### سینما
- معما، آلاسکا (۱۹۹۹)

### تلویزیون
- قواعد نامزدی (۲۰۱۳–۲۰۰۷)
- بابای آمریکایی! (۲۰۰۹–۲۰۰۵)
- ویل و گریس (۲۰۰۰)
- نمایش درو کری (۱۹۹۶–۱۹۹۵)